# Aglaspida
Aglaspidida este un grup de chelicerate mici fosile, fiind incluse inițial într-un singur grup cu xiphosurile. Acum, însă, acestea sunt considerate ca o clasă distinctă. Ajungeau în lungime  15 – 20 cm. Cefalotoracele era redus, iar abdomenul era foarte dezvoltat și se termina cu un telsonul scurt. Niciun membru nu poseda clești.